# Уда-Пачуря
Уда-Пачуря (рум. Uda-Paciurea) — село у повіті Телеорман в Румунії. Входить до складу комуни Уда-Клокочов.
Село розташоване на відстані 125 км на південний захід від Бухареста, 49 км на захід від Александрії, 87 км на південний схід від Крайови.

## Населення
За даними перепису населення 2002 року у селі проживали 1077 осіб, з них 1073 особи (99,6%) румунів. Рідною мовою 1073 особи (99,6%) назвали румунську.